# Oosterbeintum
Oosterbeintum (Fries: Easterbeintum) is een voormalige buurtschap en terp in de gemeente Noardeast-Fryslân, in de Nederlandse provincie Friesland. Oosterbeintum lag aan de weg van Vaardeburen naar Genum.
Veel van wat bekend is over de terp is ontdekt tijdens opgravingen in 1988-89 en 2011. Op de terp zijn nog twee huizen te vinden.

## Geschiedenis

### Ontstaan en beginperiode
Uit opgravingen in 1978 blijkt dat de terp Oosterbeintum net als Hogebeintum op een in zuidwest-noordoostelijke richting verlopende kwelderrug is opgeworpen, die rond de 6e eeuw v.Chr. reeds bewoonbaar was. De eerste bebouwing wordt gedateerd op de Midden IJzertijd (zie ook Nederlandse Brons- en IJzertijd).
Uit ploegkrassen van een eergetouw (voorloper keerploeg) die werden gevonden bij de opgraving van 2011, bleek dat rond 500 v.Chr. reeds akkerbouw werd bedreven bij Oosterbeintum. Bij deze opgraving werden ook scherven van Ruinen-Wommels aardewerk aangetroffen die eveneens dateren van rond 500 v.Chr.
Vroeger werd aangenomen dat Oosterbeintum verlaten werd als gevolg van een grotere invloed van de zee. Bij de opgraving van 2011 zijn echter ook resten van dieren gevonden uit de Late IJzertijd, de Vroeg-Romeinse, Midden-Romeinse, en Laat-Romeinse tijd (200 v.Chr. tot 400 na Chr.). Scherven uit de Romeinse tijd werden al eerder aangetroffen. Oosterbeintum vormde toen nog niet één terp, maar bestond uit een rij van boerderijterpjes langs een geul. Deze terpen overstroomden enkele keren per jaar bij stormvloed, hetgeen ontdekt werd doordat zich verschillende kleilaagjes in de terp bevinden. Bij de opgravingen van 2011 werden ook sporen van een vroegmiddeleeuws dijkje gevonden.

### Vroege middeleeuwen: grafveld
Tijdens opgravingen tussen 1988 en 1989 bleek dat er een vroegmiddeleeuws grafveld in de terp ligt. Er werden resten van tussen de 110 en 163 graven en crematies gevonden. De crematieresten bestonden uit 21 (resten van) urnen, een brandstapelkuil, 5 brandkuilen, 71 brandvlekken, en 17 crematiesporen die reeds verspit waren. Het oudste graf dateerde voor zover bekend uit rond 400 en het nieuwste uit de eerste helft van de 8e eeuw.
Onder de skeletten bevond zich een dwerg (mogelijk leed deze aan achondroplasie). In de terp werden ook overblijfselen van zes honden en een paard aangetroffen, alsook verschillende voorwerpen (vaak grafgiften), zoals beenderen van oerossen, strandlopers (mogelijk als versiering voor vrouwen), klinknagels (van schepen), fibulae, kralen, spinklosjes, een sax en een lanspunt.
Bij de opgraving van 2011 werden nog meer menselijke resten en nog een hond en een hengst ontdekt, alsook resten van verschillende andere honden en paarden, runderen, schapen, geiten, varkens en vogels gevonden. Het is waarschijnlijk dat het grafveld vroeger op een aparte terp lag, gescheiden van de overige terpjes. Deze opstelling is namelijk ook aangetroffen bij andere vroegmiddeleeuwse grafvelden in Drenthe en Oost-Friesland. De bewoning vond tijdens het gebruik dan waarschijnlijk plaats op terpjes iets ten noorden van het grafveld lagen en met de rest van de terp zijn afgegraven.
Op basis van de vondsten, die slechts op een deel van de terp zijn gedaan (geschat wordt dat er in totaal resten van tussen de 183 en 271 mensen moeten liggen), en een gebruiksduur van ongeveer 350 jaar is een ruwe schatting gedaan dat er gemiddeld 19 tot 29 personen op en rond de terp woonden. Uitgaande van een gemiddelde van 6 personen per boerderij, kan worden aangenomen dat er gemiddeld 3 tot 5 boerderijen op en rond de terp waren.
In de loop van de 6e of 7e eeuw, maar mogelijk ook pas in de Karolingische periode zijn de terpen samengevoegd tot één terp. Na 800 is de terp nog behoorlijk verhoogd met grond. De begravingen hielden toen op. Vermoed wordt dat de doden vanaf de kerstening in de 8e eeuw begraven werden bij de parochiekerk, in dit geval waarschijnlijk bij de Sint-Martinuskerk van Ferwerd. Oosterbeintum bleef ook later net als de sates Groot Heskampen en Klein Heskampen, die eigendom waren van het klooster Foswerd, bij de kerk van Ferwerd horen.

### Hoge middeleeuwen en later
De naam van de terp komt voor het eerst voor als 'Osterbinetheim' in het jaar 944 in een goederenlijst van de Abdij van Fulda. In de 9e eeuw was er alleen sprake van 'Bintheim' (Beintum), Hogebeintum. Mogelijk is dit Beintum in de 10e eeuw gesplitst in Westerbeintum (vanaf de 16e eeuw Hogebeintum) en Oosterbeintum. Beintum komt van buntgras (bint), een gewas dat tegenwoordig niet meer voorkomt in het gebied.
Bij de opgravingen van 1988-89 werden in een sloot die later door de terp werd gegraven, een reliëfbandamfoor uit de 10e eeuw gevonden van het type dat ook in Dorestad is gevonden. Bij de opgraving van 2011 werden een gave kogelpot en een kruik uit de 13e eeuw gevonden. Mogelijk waren dit offerpotten die nog in de katholieke tijd als bijgeloof werden begraven als offer, al is dit geenszins zeker.
Volgens een legende zou Oosterbeintum een dorp met een kerk zijn geweest dat rond 1400 uitstierf door de pest. Een van de klokken van Ferwerd werd namelijk reeds in 1383 gegoten door klokkengieter Seghebodi. Deze kerk zou echter pas in 1421 zijn gebouwd en volgens de legende komen stenen van deze kerk en de klok van een afgebroken kerk in Oosterbeintum.
Voor deze legende is echter geen enkel bewijs en sporen van een kerk zijn in Oosterbeintum nooit gevonden. Daarbij zijn er ook geen graven aangetroffen uit deze periode, die anders rondom de kerk begraven zouden moeten zijn geweest. Oosterbeintum groeide waarschijnlijk nooit uit tot een dorp, maar bleef qua bevolkingsomvang min of meer constant door de eeuwen.
In het register van aanbreng van 1511 en 1540 wordt melding gemaakt van vier boerderijen. Uit een reconstructie van het grondbezit in 1640 en 1700 blijkt dat er dan nog drie boerderijen in bedrijf zijn. Deze boerderijen waren er nog in de tweede helft van de 19e eeuw, maar mogelijk zijn de beide noordelijke boerderijen begin 20e eeuw gesloopt voor de exploitatie van de terp, zodat er sindsdien nog slechts een boerderij staat.

### Afgraving en onderzoek
De afgraving van de terp startte enkele jaren nadat de belastingdienst begin 20e eeuw besloot tot het heffen van belasting per kubieke meter over terpen. In 1908 werd de terp in een advertentie beschreven als 'een bijzonder hooge en uitmuntende terp, die behoort tot één der hoogste en beste terpen van Friesland'...'in de nabijheid van de Blijastervaart'
De hint hierin dat de terp vlak bij de Blijaërvaart lag, verwijst waarschijnlijk naar het feit dat terpafgravers hun grond meestal per water vervoerden naar gebieden waar men de vruchtbare aarde goed kon gebruiken voor het verbeteren van de bodem. De afgraving begon in 1913, nadat een vergunning was verleend voor het leggen van rails van Oosterbeintum naar de Blijaërvaart. Met kipkarren werd de grond daarover vervoerd naar klaarliggende schepen. De advertenties voor 'uitmuntende terpaarde' komen voor tot 1927. Toen was het hart van de terp volledig afgegraven en waren naast resten van de terprand alleen enkele kleine verhogingen overgebleven tussen stukken die zeer diep waren weggegraven. Over het hart van de vroegere terp werd vervolgens de weg Easterbeintumerdyk aangelegd.
In 1987 werd door een amateurarcheoloog een urn en een deel van een menselijke schedel gevonden in de terp. Daarop werd de zuidrand van de terp tussen 1988 en 1989 onderzocht onder leiding van Egge Knol (Vrije Universiteit Amsterdam), Gilles de Langen (BAI, Groningen) en Evert Kramer (Fries Museum) en kwam het vroegmiddeleeuwse grafveld aan het licht. De tweede opgraving in 2011 vond plaats onder leiding van Johan Nicolay van de opvolger van het BAI; het Groningen Institute of Archaeology. Ditmaal werd een 130 meter lange sleuf in de terprand gegraven.
Steden, dorpen en gehuchten: Aalsum · Anjum · Augsbuurt · Birdaard · Blija · Bornwird · Brantgum · Burum · Dokkum · Ee · Engwierum · Ferwerd · Foudgum · Genum · Hallum · Hantum · Hantumeruitburen · Hantumhuizen · Hiaure · Hogebeintum · Holwerd · Janum · Jislum · Jouswier · Kollum · Kollumerpomp · Kollumerzwaag · Lichtaard · Lioessens · Marrum · Metslawier · Munnekezijl · Moddergat · Morra · Nes · Niawier · Oosternijkerk · Oostmahorn · Oostrum · Oudwoude · Paesens · Raard · Reitsum · Ternaard · Triemen · Veenklooster · Waaxens · Wanswerd · Warfstermolen · Westergeest · Wetsens · Wierum · Zwagerbosch

Buurtschappen: Abbewier · Bartlehiem (deels) · Beintemahuis · Betterwird · Bollingawier · Bonte Hond · Bornwirdhuizen · Boteburen · Brandeburen · De Dellen · De Keegen · De Kolk · De Leegte · De Rijp · De Wirden · De Schans · Dijkshorne · Dokkumer Nieuwe Zijlen · Drieboerehuizen · Ezumazijl · Groot Medhuizen · Halfweg · Hallumerhoek · Hanenburg · Hantumerhoek · Huis ter Noord · Kettingwier · Klein Medhuizen · Kletterbuurt · Kollumeroudzijl · Krabburen · Laagland · Lutkewier · Molenbuurt · Nieuwland · Oudeterp · Oudwouderzijlen · Reidswal · Scharnehuizen · Stiem · Teerd · Teijeburen · Tergracht (deels) · Ter Lune · Tibma · Tilburen · Tiltjeburen · Vaardeburen · Veldburen · Vijfhuizen (Hallum) · Vijfhuizen (Ternaard) · Visbuurt · Weerdeburen · Westerburen · Westernijkerk · Wie · Wijgeest · Zevenhuizen

Streken: 't Schoor · Galilea · It Paradyske · Lutkelaard · Sibrandahuis · Steenharst · Steenvak · Wildpad (deels) · Zandbulten · Zwagerveen

Friesland: Steden en dorpen      Nederland: Provincies · Gemeenten